# 프란시스쿠 다 코스타 고메스

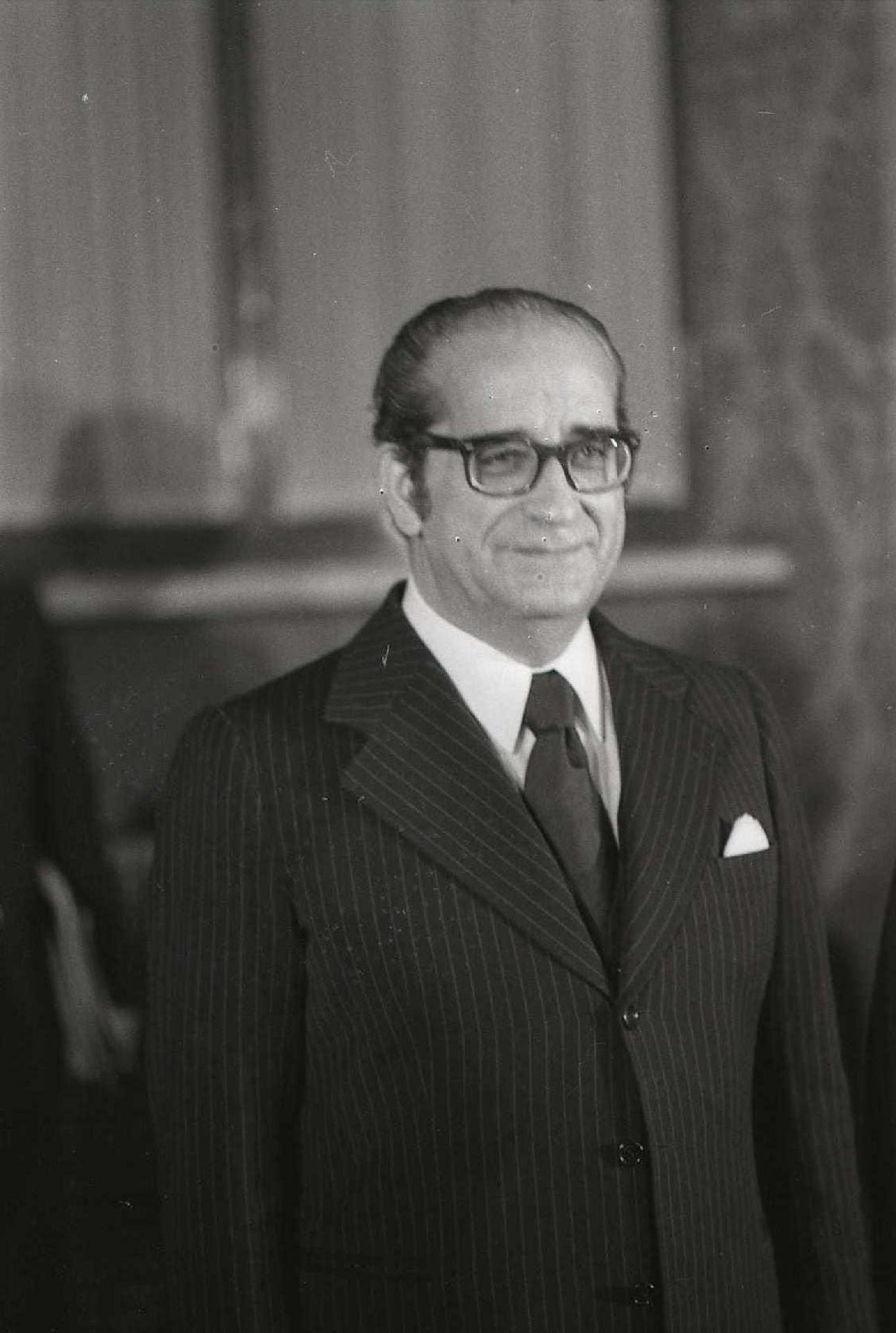

프란시스쿠 다 코스타 고므스(포르투갈어: Francisco da Costa Gomes, 1914년 6월 30일 ~ 2001년 7월 31일)는 포르투갈의 군인 출신 정치인이다. 포르투갈의 제15대 대통령이며 민주화(1974) 이후 두 번째 대통령이다.

## 생애
프란시스쿠 다 코스타 고므스는 샤브스(Chaves)에서 안토니우 조제 고므스와 이달리나 줄리아 몬테이루 다 코스타 사이에서 태어났다. 고므스는 11명의 형제/자매들 중 하나였다.
1952년 12월 8일 조앙 드 캄푸스 바라장과 안젤리카 마르틴스 벨로수의 딸인 마리아 에스텔라 벨로수 드 안타스 바라장과 결혼하였고, 프란시스쿠 다 코스타 고므스라는 단 하나의 아이만 낳았다.
1961년 국방부장관인 보텔류 모니즈(Botelho Moniz)가 이끄는 혁명에 가담하였다. 1970년 포르투갈령 앙골라의 사령관이 되었다.
1974년 포르투갈은 민주화를 이루게 되었다. 안토니우 드 스피놀라가 대통령이 되지만, 스피놀라는 얼마 못 가 사퇴하였다. 그는 스피놀라의 뒤를 이어 대통령으로 선출되었다. 대통령 재직 중 스피놀라의 쿠데타를 경험하기도 했다. 2년 뒤 민주 공화국의 첫 대선이 열렸고, 이 선거에서 안토니우 하말류 이아느스 육군참모총장이 당선됨에 따라 물러났다.

## 같이 보기
- 포르투갈의 대통령 목록
- 포르투갈 제2공화국
- 포르투갈의 역사